# Irene Lindh
Lena Irene Lindh (født 13. oktober 1945 i Stockholm) er en svensk skuespillerinde og sangerinde. Hun har gennem sin karriere været mest aktiv på Dramaten.
Lindh studerede på Dramatens elevskola fra 1964 og 1967 og havde blandt andre Marie Göranzon, Rolf Skoglund og Lena Nyman som klassekammerater. På scenen og i film har hun samarbejdet med instruktører som Ingmar Bergman, Alf Sjöberg, Erland Josephson, Lars Norén og Bo Widerberg.
Lindh modtog i 2004 O'Neill-stipendiet og året efter blev hun tildelt Litteris et Artibus.

## Udvalgt filmografi
- Snoken (tv-serie, 1995)
- At være John-John (1996)
- Anna Holt - Polis (tv-serie, 1996-1999)
- Sunes verden (animeret tv-serie, 2002)
- Sound of Noise (2010)
- Sthlm Rekviem (tv-serie, 2018)
- Helt perfekt (tv-serie, 2019)
- Tsunami (tv-serie, 2020)
- Stenbeck (tv-serie, 2025)